# Блок фундаментний

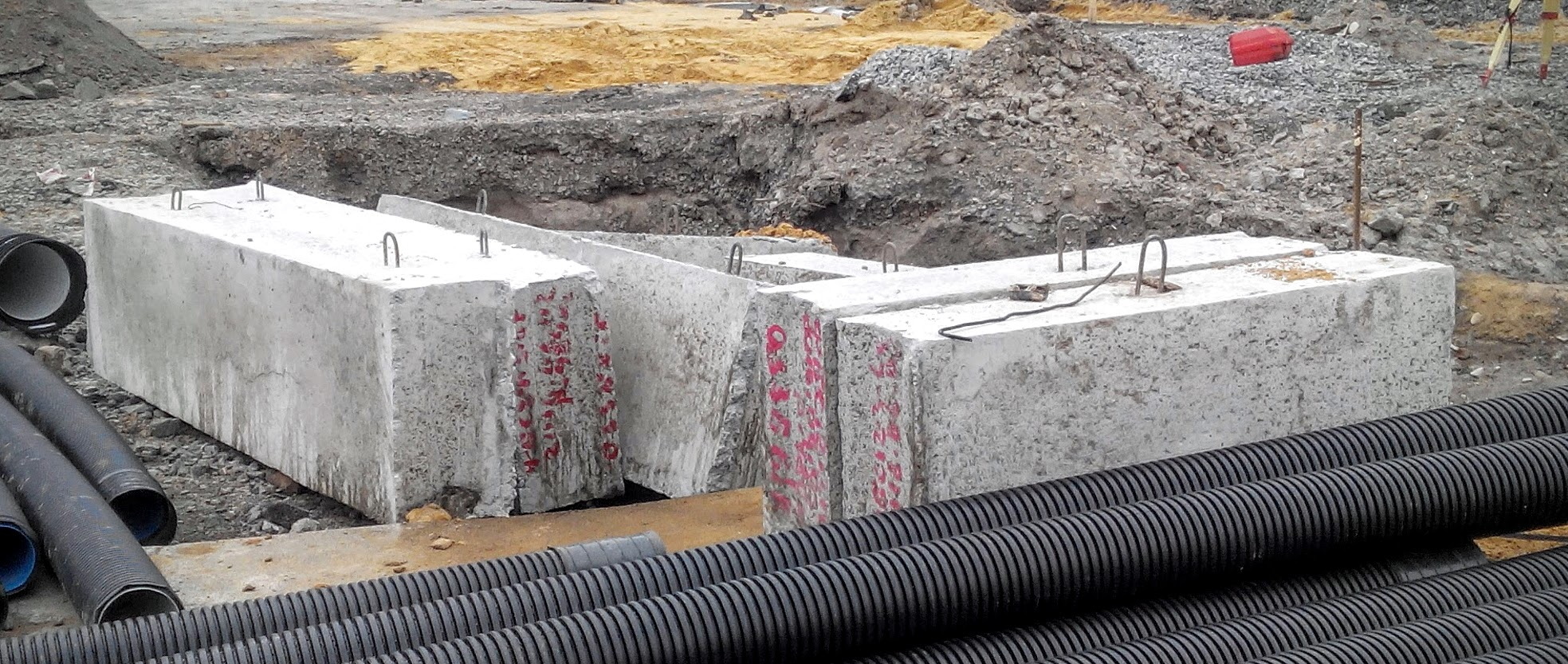
ФБС (Фундаментний блок суцільний) Фундаментні блоки для стін підвалів

Блок фундаментний або ФБ — виріб з бетону в формі паралелепіпеду, відноситься до залізобетонних виробів, проте, армування блоків не проводиться, так як їх максимальна довжина виключає занадто великі згинальні зусилля при впливі розподіленого навантаження. В процесі формування в них встановлюються сталеві петлі для полегшення транспортування та монтажу. Спектр використання блоку дуже різний — від будівництва фундаменту до загороджувальних конструкцій від осипання ґрунту. Виробництво блоку регламентується ДСТУ Б В.2.6-108:2010, колишній ГОСТ 13579-78, або сучасний ГОСТ 13579-78 MOD  «Блоки бетонні для стін підвалів». Завдяки використанню блоків, можливий швидкий монтаж фундаментів на відміну від суцільного заливання монолітного фундаменту. Фундаментні блоки менш схильні до впливу зовнішніх факторів, в порівнянні з монолітним фундаментом.

## Розміри
Важливим параметром, за яким розрізняється номенклатура фундаментних блоків, є їх ширина. Чим вона більше, тим масивніше може бути стіна будівлі, що спирається на блок, але в той же час збільшується і вартість виробу. Зазвичай випускають елементи з поперечним розміром 30, 40, 50 і 60 сантиметрів.
Довжина найбільш типового блоку становить 2380 мм. Для зручності перев'язки застосовують вкорочені блоки в 1180 мм. Існують також добірні блоки в 880 мм, призначаються вони для заповнення поверхонь, розміри яких не є кратним максимальній довжині чи половині максимальній довжині, наприклад, при влаштуванні технологічних отворів, вікон в фундаментній стіні.
Для зручності в коригуванні кладки, номінальна довжина та висота блоку відрізняється від його фізичної величини на два сантиметри. Це дозволяє коригувати можливі технологічні відхилення габариту виробів при укладанні стін.

## Маркування
Для означення виробу використовується літера «Ф» та «Б» від Фундаментний Блок. Далі обов'язково вказується модифікація.
- ФБС — Фундаментний блок суцільний
- ФБП — Фундаментний блок пустотний
- ФБВ — Фундаментний блок суцільний з вирізкою (вирізка може застосовуватись для комунікацій)

Далі ідуть циферні позначення габаритів блоку в дециметрах:
- Довжина
- Ширина
- Висота
- В кінці групи цифр деякими виробниками зазначається марка бетону за класом — тяжкий, полегшений, легкий.

Наприклад, ФБС 24.6.6.т слід читати як Фундаментний блок суцільний (стіновий) довжиною в 24 дм (2380 мм), шириною в 6 дм (600 мм), висотою в 6 дм (580 мм), виконаний з тяжкого бетону.
Розміри в висоті та довжині для зручності під час монтажних робіт на 2 см менші. 

## Монтаж
В залежності від вимог до фундаменту, може укладатись на стрічковий блок (ФЛ блок) який є «подушкою», може вкладатись на підготовлений ґрунт, може вкладатись на армопояс-фундаментну «подушку».